# The Police Around the World Tour
The Police Around The World fue el primer "video oficial" de la banda de rock The Police, lanzado en 1982; y el cual registra su primer gran gira internacional en países como: Japón, Hong Kong, Grecia, Egipto, India, Australia, Francia, Estados Unidos, Argentina, Brasil... Rock inglesa the Police.
El video pertenece a las giras que promocionaron los álbumes Reggatta de Blanc y Zenyatta Mondatta.
- Datos: Q7757640